# Plecia dentata
Plecia dentata är en tvåvingeart som beskrevs av Hardy 1942. Plecia dentata ingår i släktet Plecia och familjen hårmyggor. Inga underarter finns listade i Catalogue of Life.